# Archaeocyon falkenbachi
Archaeocyon falkenbachi és una espècie de cànid extint de la subfamília dels borofagins. Només se'n coneix un exemplar, de l'Arikareeà del comtat de Niobrara (Wyoming). El fòssil fou anomenat en honor de Charles H. Falkenbach, que sovint buscava fòssils a Wyoming. L'únic exemplar conegut és molt més petit que les altres espècies d'Archaeocyon, però sembla un exemplar adult.